# Montigny-sur-l’Ain
Montigny-sur-l’Ain – miejscowość i gmina we Francji, w regionie Burgundia-Franche-Comté, w departamencie Jura.
Według danych na rok 1990 gminę zamieszkiwały 142 osoby, a gęstość zaludnienia wynosiła 18 osób/km² (wśród 1786 gmin Franche-Comté Montigny-sur-l’Ain  plasuje się na 601. miejscu pod względem liczby ludności, natomiast pod względem powierzchni na miejscu 573.).